# Liên minh châu Âu
Liên minh châu Âu hay Liên hiệp châu Âu (tiếng Anh: European Union; viết tắt EU), còn được gọi là Liên Âu (tiền thân là Cộng đồng Kinh tế châu Âu), là một thực thể chính trị, kinh tế và quân sự bao gồm 27 quốc gia thành viên tại châu Âu. Liên minh châu Âu được coi là một mô hình tổ chức chính trị độc nhất: chưa thống nhất như 1 quốc gia nhưng với mức độ gắn kết cao hơn nhiều so với một tổ chức quốc tế, với nhiều đặc điểm tương đồng với một thể chế liên bang hoặc hợp bang. Cục Tình báo Trung ương Mỹ (CIA) miêu tả về EU trong lần đầu tiên đưa thực thể này vào ấn bản The World Factbook như sau: "Mặc dù Liên minh châu Âu không phải là một liên bang theo đúng nghĩa chặt chẽ của từ này, tổ chức này vượt xa các hiệp hội tự do thương mại khác như ASEAN, NAFTA, hay Mercosur, và nó mang nhiều thuộc tính của một quốc gia độc lập, với quốc kỳ, quốc ca, quốc khánh và đồng tiền riêng cũng như một chính sách đối ngoại và an ninh chung đang ở giai đoạn thành hình. Trong tương lai, nhiều thuộc tính quốc gia của Liên minh châu Âu sẽ còn được mở rộng thêm."
Những định chế chính trị quan trọng của Liên minh châu Âu bao gồm Ủy ban châu Âu, Nghị viện châu Âu, Hội đồng Liên minh châu Âu, Hội đồng châu Âu, Tòa án Công lý Liên minh châu Âu và Ngân hàng Trung ương châu Âu.
Với dân số gần 500 triệu dân vào thời điểm 2020, chiếm 5.8% dân số toàn cầu, Liên minh châu Âu đóng góp khoảng 18% (17,1 nghìn tỷ đô la Mỹ năm 2021) GDP danh nghĩa của nền kinh tế thế giới. Liên minh châu Âu đã phát triển thị trường chung thông qua hệ thống luật pháp tiêu chuẩn áp dụng cho tất cả các nước thành viên nhằm đảm bảo sự lưu thông tự do của con người, hàng hóa, dịch vụ và vốn. EU duy trì các chính sách chung về thương mại, nông nghiệp, ngư nghiệp và phát triển địa phương. 19 nước thành viên đã chấp nhận đồng tiền chung (đồng Euro), tạo nên khu vực đồng Euro.
Thông qua Chính sách Đối ngoại và An ninh Chung, Liên minh châu Âu đã phát triển vai trò trung tâm trong chính sách đối ngoại và quốc phòng của các nước thành viên, có đại diện trong Tổ chức Thương mại Thế giới, G7, G20 và Liên Hợp Quốc. Liên minh châu Âu đã thông qua việc bãi bỏ kiểm tra hộ chiếu bằng Hiệp ước Schengen giữa 22 quốc gia thành viên và 4 quốc gia không phải là thành viên Liên minh châu Âu. Với tầm ảnh hưởng toàn cầu của Liên minh này trong các vấn đề chính trị, thương mại, công nghệ và văn hóa, nhiều học giả coi Liên minh châu Âu là một trong các siêu cường quốc đang lên của thế giới.
Liên minh châu Âu và tư cách Công dân EU được thành lập bởi Hiệp ước Maastricht vào ngày 1 tháng 11 năm 1993 dựa trên Cộng đồng châu Âu (EC). Liên minh châu Âu có nguồn gốc từ Cộng đồng Than Thép châu Âu từ 6 quốc gia thành viên ban đầu vào năm 1951. Từ đó cho đến nay, Liên minh châu Âu đã lớn mạnh hơn về số lượng cũng như chất lượng thông qua việc tăng cường thẩm quyền của Liên minh châu Âu. Năm 2012, Liên minh châu Âu được trao Nobel Hòa bình vì những đóng góp của thực thể này trong việc thiết lập và duy trì hòa bình, ổn định tại châu Âu, nơi mà hàng trăm năm trước đó luôn xảy ra xung đột. Năm 2020, Vương quốc Anh trở thành thành viên đầu tiên rời khỏi Liên minh châu Âu. Trong khi đó, nhiều quốc gia khác đang trong quá trình đàm phán để gia nhập Liên minh.

## Địa lý

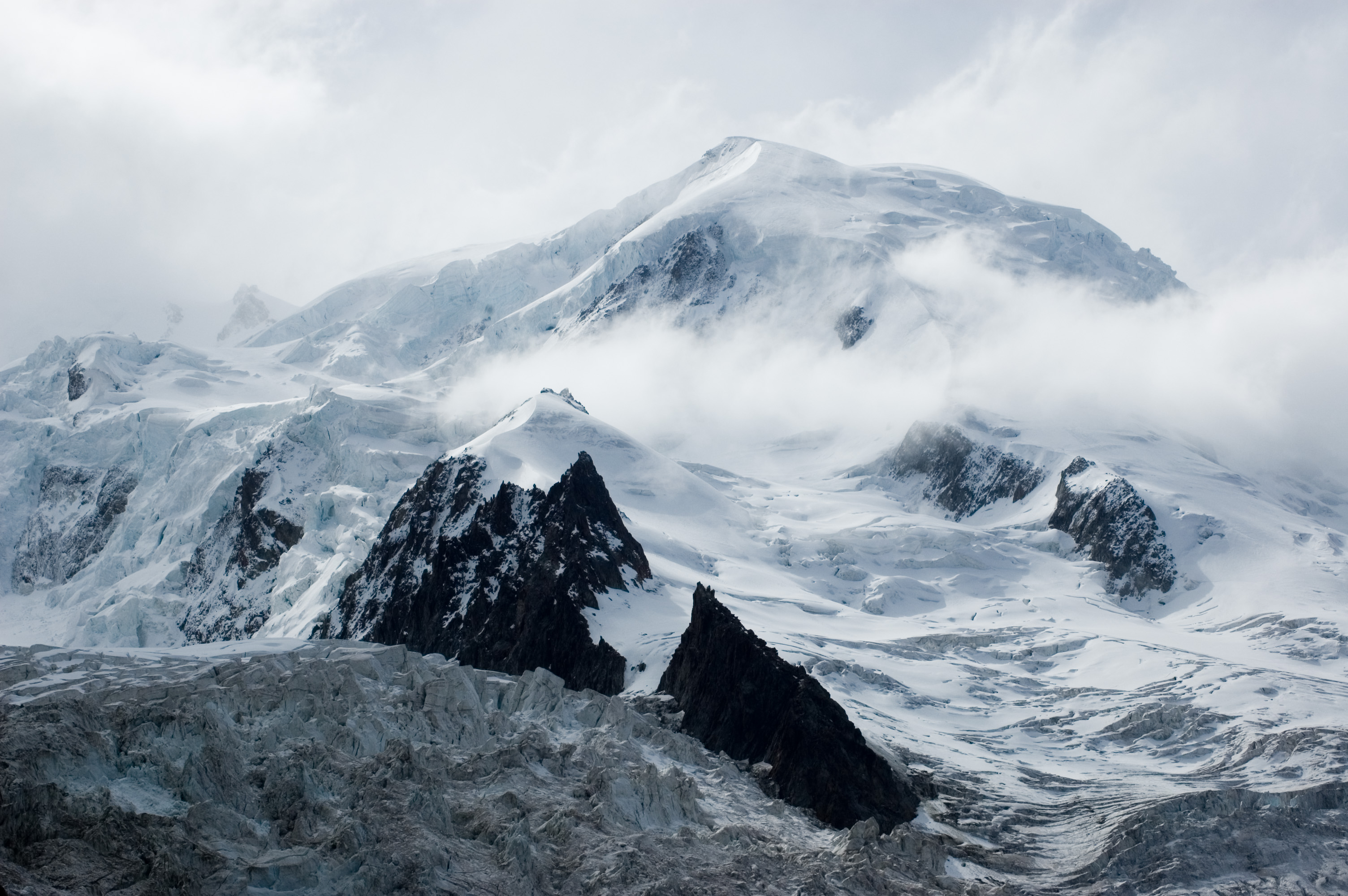
Mont Blanc đỉnh núi cao nhất Liên minh châu Âu

Lãnh thổ của Liên minh châu Âu là tập hợp lãnh thổ của tất cả các quốc gia thành viên nhưng cũng có những ngoại lệ. Chẳng hạn như quần đảo Faroe thuộc Đan Mạch là một bộ phận lãnh thổ của châu Âu nhưng không nằm trong lãnh thổ của Liên minh châu Âu hay đảo Síp, thành viên Liên minh châu Âu thường được xem là một phần của châu Á vì gần Thổ Nhĩ Kỳ hơn châu Âu lục địa. Một vài vùng lãnh thổ khác nằm ngoài châu Âu và cũng không thuộc lãnh thổ của Liên minh châu Âu như trường hợp của Greenland hay Aruba.
Liên minh châu Âu, với diện tích 4.422.773 km² (nước có diện tích lớn nhất là Pháp với 554.000 km² và nhỏ nhất là Malta với 300 km²), chủ yếu nằm ở Tây và Trung Âu . Ngược lại, mặc dù trên danh nghĩa là một bộ phận của Liên minh châu Âu  tuy nhiên luật pháp của Liên minh châu Âu không được áp dụng ở Bắc Cyprus vì De Facto vùng lãnh thổ này nằm dưới quyền quản lý của Cộng hòa Bắc Cyprus thuộc Thổ Nhĩ Kỳ - một quốc gia tự tuyên bố độc lập và chỉ được Thổ Nhĩ Kỳ thừa nhận.
Liên minh châu Âu kéo dài về phía đông bắc đến Phần Lan, tây bắc về phía Ireland, đông nam về phía Cộng hòa Síp và tây nam về phía bán đảo Iberia, là lãnh thổ rộng thứ 7 thế giới  và có đường bờ biển dài thứ 2 thế giới sau Canada. Điểm cao nhất trên lãnh thổ Liên minh châu Âu đó là đỉnh Mont Blanc, cao 4810,45 m trên mực nước biển  và điểm thấp nhất là Zuidplaspolder ở Hà Lan, thấp hơn mực nước biển 7m.
Dân cư của Liên minh châu Âu có tỉ lệ đô thị hóa cao. 75% người dân Liên minh châu Âu sống ở các thành phố (con số này dự kiến sẽ là 90% ở 7 quốc gia thành viên vào năm 2020). Giải thích cho điều này có hai nguyên nhân chính: một là mật độ dân cư đô thị hạn chế vươn ra những khu vực tự nhiên, hai là trong một số trường hợp nguồn vốn của Liên minh châu Âu được dồn vào một khu vực nào đó, chẳng hạn như Benelux.

## Thành viên

Các thành viên của Liên minh châu Âu

Lịch sử của Liên minh châu Âu bắt đầu từ sau Chiến tranh thế giới thứ 2. Có thể nói rằng nguyện vọng ngăn ngừa chiến tranh tàn phá tái diễn đã đẩy mạnh sự hội nhập châu Âu. Bộ trưởng Ngoại giao Pháp Robert Schuman là người đã nêu ra ý tưởng và đề xuất lần đầu tiên trong một bài phát biểu nổi tiếng ngày 9 tháng 5 năm 1950. Cũng chính ngày này là ngày mà hiện nay được coi là ngày sinh nhật của Liên minh châu Âu và được kỉ niệm hàng năm là "Ngày châu Âu".
Ban đầu, Liên minh châu Âu bao gồm 6 quốc gia thành viên: Bỉ, Đức, Ý, Luxembourg, Pháp, Hà Lan. Năm 1973, tăng lên thành 9 quốc gia thành viên. Năm 1981, tăng lên thành 10. Năm 1986, tăng lên thành 12. Năm 1995, tăng lên thành 15. Năm 2004, tăng lên thành 25. Năm 2007, tăng lên thành 27. Năm 2013, tăng lên thành 28. Từ 31 tháng 1 năm 2020, EU có 27 thành viên do Vương quốc Liên hiệp Anh và Bắc Ireland rời khỏi EU.

Quá trình gia nhập của các quốc gia thành viên Liên minh châu Âu

Sau đây là danh sách 28 quốc gia thành viên của Liên minh châu Âu xếp theo năm gia nhập và theo bảng chữ cái tiếng Việt.
- 1957: Bỉ, Đức, Hà Lan, Luxembourg, Pháp, Ý.
- 1973: Đan Mạch, Ireland, Anh.
- 1981: Hy Lạp.
- 1986: Bồ Đào Nha, Tây Ban Nha.
- 1995: Áo, Phần Lan, Thụy Điển.
- 1 tháng 5 năm 2004: Ba Lan, Estonia, Hungary, Latvia, Litva, Malta, Séc, Síp, Slovakia, Slovenia.
- 1 tháng 1 năm 2007: Bulgaria, Romania.
- 1 tháng 7 năm 2013: Croatia.

Hiện nay, Liên minh châu Âu có diện tích là 4.143.600 km² với dân số là 437,9 triệu người (2020); với tổng GDP là 11.6 nghìn tỉ euro (xấp xỉ 15.7 nghìn tỉ USD) trong năm 2007. Hầu hết các quốc gia châu Âu đều đang là thành viên của Liên minh châu Âu.
Tính đến cuối năm 2010, có 4 quốc gia được đánh giá là ứng viên chính thức để kết nạp thành viên Liên minh châu Âu đó là: Iceland, Bắc Macedonia, Montenegro và Thổ Nhĩ Kỳ. Albania, Bosnia và Herzegovina và Serbia là những ứng viên tiềm năng. Kosovo cũng được xếp vào danh sách những ứng viên tiềm năng gia nhập vào Liên minh châu Âu vì Ủy ban châu Âu và hầu như tất cả các quốc gia thành viên Liên minh châu Âu khác đã thừa nhận Kosovo như một quốc gia độc lập, tách biệt khỏi Serbia.
5 quốc gia Tây Âu không phải là thành viên Liên minh châu Âu nhưng đã có những thỏa thuận hợp tác nhất định kinh tế và pháp luật của Liên minh châu Âu đó là: Iceland (ứng viên gia nhập Liên minh châu Âu), Liechtenstein và Na Uy, thành viên thị trường duy nhất thông qua Khu vực kinh tế châu Âu, và Thụy Sĩ, tương tự như trường hợp của Na Uy nhưng thông qua hiệp định song phương giữa nước này và Liên minh châu Âu. Ngoài ra, đồng tiền chung EURO và các lĩnh vực hợp tác khác cũng được áp dụng đối với các quốc gia thành viên nhỏ như Andorra, Monaco, San Marino và Vatican.
Tháng 6 năm 2016, Vương quốc Liên hiệp Anh và Bắc Ireland rời Liên minh châu Âu sau cuộc trưng cầu dân ý ngày 23 tháng 6 năm 2016 và nước Anh có vị Thủ tướng mới, nhưng phải đến 3 năm sau đó, tức 2019 thì quyết định này mới chính thức có hiệu lực và đến ngày 31 tháng 1 năm 2020 thì chính thức rời khỏi EU sau 47 năm là thành viên của khối này kể từ năm 1973.

## Ba trụ cột chính của Liên minh châu Âu
|                                                  |                                                         |                                 |                                                        |                        |                        |                       |
| 1951 có hiệu lực 1948                            | 1957 có hiệu lực 1958                                   | 1965 có hiệu lực 1967           | 1992 có hiệu lực 1993                                  | 1997 có hiệu lực 1999  | 2001 có hiệu lực 2003  | 2007 có hiệu lực 2009 |
| Cộng đồng Than Thép châu Âu (ECSC)               |                                                         |                                 |                                                        |                        |                        |                       |
|                                                  | Cộng đồng Kinh tế châu Âu (EEC)                         | Cộng đồng Kinh tế châu Âu (EEC) | Cộng đồng châu Âu (EC)                                 | Cộng đồng châu Âu (EC) | Cộng đồng châu Âu (EC) |                       |
|                                                  | ...Các Cộng đồng châu Âu: ECSC, EEC (EC, 1993), Euratom | Tư pháp & Nội vụ                |                                                        |                        |                        |                       |
| Hợp tác tư pháp và cảnh sát về tội phạm (PJCC)   | ...Các Cộng đồng châu Âu: ECSC, EEC (EC, 1993), Euratom | Tư pháp & Nội vụ                |                                                        |                        |                        |                       |
| Chính sách an ninh và đối ngoại chung (CFSP)     | ...Các Cộng đồng châu Âu: ECSC, EEC (EC, 1993), Euratom |                                 |                                                        |                        |                        |                       |
| LIÊN MINH CHÂU ÂU(EU)                            | ...Các Cộng đồng châu Âu: ECSC, EEC (EC, 1993), Euratom |                                 |                                                        |                        |                        |                       |
| Cộng đồng Năng lượng nguyên tử châu Âu (Euratom) |                                                         |                                 |                                                        |                        |                        |                       |
| Hiệp ước Paris                                   | Hiệp ước Roma                                           | Hiệp ước Sáp nhập               | Hiệp ước Maastricht                                    | Hiệp ước Amsterdam     | Hiệp ước Nice          | Hiệp ước Lisbon       |
| Hiệp ước Paris                                   | Hiệp ước Roma                                           | Hiệp ước Sáp nhập               | "Ba trụ cột" - ECS (ECSC, EEC/EC, Euratom), CFSP, PJCC |                        |                        | Hiệp ước Lisbon       |

### Hiệp ước Maastricht

Các nước phê chuẩn Hiệp ước Maastricht

Hiệp ước Maastricht hay còn gọi là Hiệp ước Liên minh châu Âu (tiếng Anh, "Treaty of European Union"), ký ngày 7/2/1992 tại Maastricht Hà Lan , đã thành lập nên ba trụ cột chính của Liên minh châu Âu
-    Cộng đồng châu Âu
-    Chính sách chung về an ninh và đối ngoại
-    Hợp tác về tư pháp và nội vụ
Hiệp ước này đánh dấu một bước ngoặt trong tiến trình nhất thể hóa châu Âu và dẫn đến việc thành lập Cộng đồng châu Âu.

#### Liên minh chính trị
- Tất cả các công dân của các nước thành viên được quyền tự do đi lại và cư trú trong lãnh thổ của các nước thành viên.
- Được quyền bầu cử và ứng cử chính quyền địa phương và Nghị viện châu Âu tại bất kỳ nước thành viên nào mà họ đang cư trú.
- Thực hiện một chính sách đối ngoại và an ninh chung trên cơ sở hợp tác liên chính phủ với nguyên tắc nhất trí để vẫn bảo đảm chủ quyền quốc gia trên lĩnh vực này.
- Tăng cường quyền hạn của Nghị viện châu Âu.
- Mở rộng quyền của Cộng đồng trong một số lĩnh vực như môi trường, xã hội, nghiên cứu...
- Phối hợp các hoạt động tư pháp, thực hiện chính sách chung về nhập cư, quyền cư trú và thị thực.

#### Liên minh kinh tế và tiền tệ
Được chia làm 3 giai đoạn, từ 1/7/1990 tới 1/1/1999, và kết thúc bằng việc giải tán Viện tiền tệ châu Âu, thành lập Ngân hàng Trung ương châu Âu (ECB).
Điều kiện để tham gia vào liên minh kinh tế và tiền tệ (còn gọi là những tiêu chỉ hội nhập) là:
- Lạm phát thấp, không vượt quá 1,5% so với mức trung bình của 3 nước có mức lạm phát thấp nhất.
- Thâm hụt ngân sách không vượt quá 3% GDP.
- Nợ công dưới 60% GDP và biên độ dao động tỷ giá giữa các đồng tiền ổn định trong hai năm theo cơ chế chuyển đổi (ERM).
- Lãi suất (tính theo lãi suất công trái thời hạn từ 10 năm trở lên) không quá 2% so với mức trung bình của 3 nước có lãi suất thấp nhất.

Kể từ ngày 1/1/2002 đồng Euro đã chính thức được lưu hành trong 12 quốc gia thành viên (còn gọi là khu vực đồng Euro) gồm Pháp, Đức, Áo, Bỉ, Phần Lan, Ireland, Ý, Luxembourg, Hà Lan, Tây Ban Nha và Bồ Đào Nha; các nước đứng ngoài là Anh, Đan Mạch và Thuỵ Điển. Hiện nay, đồng Euro đang có tỷ giá hối đoái cao hơn đồng đô la Mỹ.

#### Hiệp ước Schengen

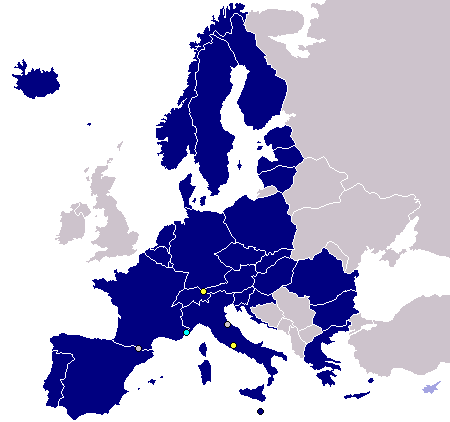
Các nước trong hiệp ước Schengen

Ngày 19/6/1990, Hiệp ước Schengen được thoả thuận xong. Đến ngày 27/11/1990, 6 nước Pháp, Đức, Luxembourg, Bỉ, Hà Lan và Ý chính thức ký Hiệp ước Schengen. Hai nước Tây Ban Nha và Bồ Đào Nha ký ngày 25/6/1991. Ngày 26/3/1995, hiệp ước này mới có hiệu lực tại 7 nước thành viên. Hiệp ước quy định quyền tự do đi lại của công dân các nước thành viên. Đối với công dân nước ngoài chỉ cần có visa của một trong 9 nước trên là được phép đi lại trong toàn bộ khu vực Schengen. Tính đến ngày 19 tháng 12 năm 2011, tổng số quốc gia công nhận hoàn toàn hiệp ước này là 26 nước: Ba Lan, Cộng hòa Séc, Hungary, Slovakia, Slovenia, Estonia, Latvia, Litva, Malta, Iceland, Na Uy, Thụy Điển, Phần Lan, Đan Mạch, Hà Lan, Bỉ, Luxembourg, Pháp, Tây Ban Nha, Bồ Đào Nha, Đức, Áo, Ý, Hy Lạp, Thụy Sĩ, Liechtenstein (trong đó có 22 nước thuộc khối liên minh châu Âu).

### Hiệp ước Amsterdam
Hiệp ước Amsterdam còn gọi là Hiệp ước Maastricht sửa đổi, ký ngày 2/10/1997 tại Amsterdam, bắt đầu có hiệu lực vào ngày 1/5/1999, đã có một số sửa đổi và bổ sung trong các vấn đề như:
1. Những quyền cơ bản, không phân biệt đối xử;
2. Tư pháp và đối nội;
3. Chính sách xã hội và việc làm;
4. Chính sách đối ngoại và an ninh chung.

### Hiệp ước Nice
Hiệp ước Nice được lãnh đạo các quốc gia thành viên châu Âu ký vào ngày 26/2/2001 và bắt đầu có hiệu lực vào ngày 1 tháng 2 năm 2003. Hiệp ước Nice là sự bổ sung cho Hiệp ước Maastricht và Hiệp ước Rome. Hiệp ước Nice tập trung vào vấn đề cải cách thể chế để đón nhận các thành viên mới theo chính sách mở rộng về phía Đông châu Âu, vốn ban đầu là nhiệm vụ của Hiệp ước Amsterdam nhưng không được hoàn thành.
Trong cuộc trưng cầu dân ý diễn ra vào tháng 6 năm 2001, các cử tri Ireland đã phản đối việc thông qua Hiệp ước Nice. Tuy nhiên, sau hơn một năm, kết quả đã bị đảo ngược.

## Hiệp ước Lisbon – tái cấu trúc Liên minh châu Âu
Ngày 1 tháng 12 năm 2009, Hiệp ước Lisbon chính thức có hiệu lực và đã cải tổ nhiều khía cạnh của Liên minh châu Âu. Đặc biệt, Hiệp ước Lisbon đã thay đổi cấu trúc pháp lý của Liên minh châu Âu bằng cách sáp nhập cấu trúc 3 trụ cột thành một chính thể pháp lý duy nhất. Hiệp ước là cơ sở pháp lý cho vị trí Chủ tịch thường trực Hội đồng Liên minh châu Âu, chức vụ mà ngài Herman Van Rompuy đang nắm giữ, cũng như vị trí Đại diện cấp cao của Liên minh châu Âu về ngoại giao và an ninh, chức vụ mà bà Catherine Ashton đang phụ trách.

## Cơ cấu tổ chức

Biểu đồ mô tả hệ thống chính trị tại Liên minh châu Âu với 7 thể chế của Liên minh được tô màu xanh, các nhân tố quốc gia/liên quốc gia màu da cam

Liên minh châu Âu có 7 thể chế chính trị chính đó là: Nghị viện châu Âu, Hội đồng bộ trưởng, Ủy ban châu Âu, Hội đồng châu Âu, Ngân hàng Trung ương châu Âu, Tòa án Công lý Liên minh châu Âu và Tòa án Kiểm toán châu Âu. Thẩm quyền xem xét và sửa đổi hệ thống luật pháp của Liên minh châu Âu - quyền lập pháp - thuộc về Nghị viện châu Âu và Hội đồng Bộ trưởng. Quyền hành pháp được giao cho Ủy ban châu Âu và một bộ phận nhỏ thuộc về Hội đồng châu Âu (trong tiếng Anh, cần tránh nhầm lẫn giữa "Council of the European Union" bản chất thuộc về các quốc gia thành viên và "European Council" bản chất thuộc về Liên minh châu Âu). Chính sách tiền tệ của khu vực đồng tiền chung châu Âu (tiếng Anh, "eurozone") được quyết định bởi Ngân hàng Trung ương châu Âu. Việc giải thích và áp dụng luật của Liên minh châu Âu và các điều ước quốc tế có liên quan - quyền tư pháp - được thực thi bởi Tòa án Công lý Liên minh châu Âu. Ngoài ra còn có một số cơ quan nhỏ khác phụ trách tư vấn cho Liên minh châu Âu hoặc hoạt động riêng biệt trong các lĩnh vực đặc thù.

### Hội đồng châu Âu

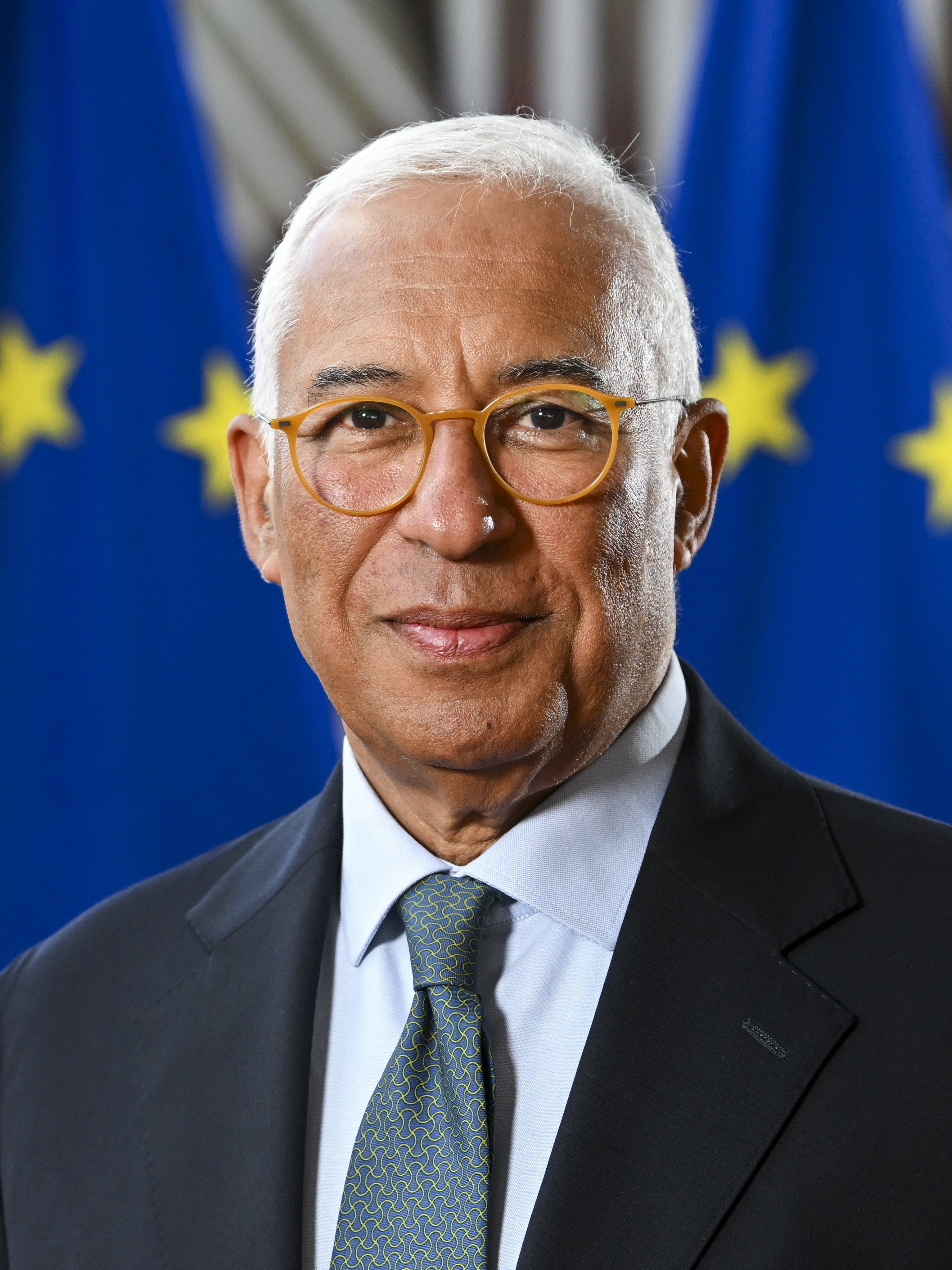
Chủ tịch Hội đồng Châu Âu António Costa

Hội đồng châu Âu phụ trách điều hành Liên minh châu Âu và có nhiệm vụ nhóm họp ít nhất 4 lần trong năm. Hội đồng châu Âu bao gồm Chủ tịch Hội đồng châu Âu, Chủ tịch Ủy ban châu Âu và một đại diện của mỗi quốc gia thành viên Liên minh châu Âu, có thể là người đứng đầu nhà nước hoặc chính phủ của quốc gia thành viên đó. Hội đồng châu Âu được xem là cơ quan lãnh đạo tối cao của Liên minh châu Âu. Hội đồng châu Âu chủ động xem xét những thay đổi trong các hiệp ước điều chỉnh hoạt động Liên minh châu Âu cũng như xác định chương trình nghị sự và chiến lược cho Liên minh châu Âu.
Hội đồng châu Âu sử dụng vai trò lãnh đạo của mình để dàn xếp các tranh chấp giữa các quốc gia thành viên và các thể chế chính trị của Liên minh châu Âu cũng như giải quyết các cuộc khủng hoảng chính trị và bất đồng trong những vấn đề và chính sách gây nhiều tranh cãi. Về đối ngoại, hoạt động của Hội đồng châu Âu có thể ví với một nguyên thủ của tập thể các nguyên thủ quốc gia để ký kết, phê chuẩn các thỏa thuận và điều ước quốc tế quan trọng giữa Liên minh châu Âu và các quốc gia khác trên thế giới.
Ngày 19 tháng 1 năm 2009, ngài Herman Van Rompuy đã được chỉ định làm Chủ tịch thường trực của Hội đồng châu Âu. Ngày 1 tháng 12 năm 2009 khi Hiệp ước Lisbon bắt đầu có hiệu lực, ngài Herman Van Rompuy chính thức nhận công tác tại nhiệm sở. Chủ tịch Hội đồng châu Âu chịu trách nhiệm đại diện đối ngoại cho Liên minh châu Âu, giải quyết mâu thuẫn nảy sinh giữa các quốc gia thành viên để hướng tới sự đồng thuận trong các hội nghị của Hội đồng châu Âu cũng như trong các giai đoạn chuyển tiếp giữa các hội nghị đó. Cần tránh nhầm lẫn Hội đồng châu Âu của Liên minh châu Âu với một tổ chức quốc tế độc lập khác của có tên gọi là Hội đồng của châu Âu (tiếng Anh, "Council of Europe").
Chủ tịch đương nhiệm của Hội đồng châu Âu là ông António Costa, cựu thủ tướng Bồ Đào Nha, chính thức nhận nhiệm vụ này vào ngày 1 tháng 12 năm 2024.

### Hội đồng Bộ trưởng

Thủ tục lập pháp của Liên minh châu Âu, Hội đồng Liên minh châu Âu và Nghị viện cùng xem xét và quyết định về các đề xuất pháp luật từ Ủy ban châu Âu

Hội đồng Liên minh châu Âu thường được gọi tắt trong tiếng Anh là Council hay còn gọi là Hội đồng Bộ trưởng (tiếng Anh, "Council of Ministers") là một trong hai bộ phận lập pháp của Liên minh châu Âu (bộ phận còn lại là sự kết hợp của Ủy ban châu Âu và Nghị viện châu Âu) chịu trách nhiệm quyết định các chính sách lớn của EU, bao gồm các Bộ trưởng đại diện cho các thành viên.
Các nước thành viên luân phiên làm Chủ tịch với nhiệm kỳ 6 tháng. Giúp việc cho Hội đồng có Ủy ban Thường vụ và Ban Thư ký. Tuy nhiên, dù cơ cấu tổ chức phức tạp nhưng Hội đồng Bộ trưởng vẫn được xem là một trong các thể chế chính trị chính thức của Liên minh châu Âu.
Từ năm 1975, người đứng đầu nhà nước, hoặc đứng đầu chính phủ, các ngoại trưởng, Chủ tịch và Phó Chủ tịch Ủy ban châu Âu có các cuộc họp thường kỳ để bàn quyết định những vấn đề lớn của EU. Cơ chế này gọi là Hội đồng châu Âu hay Hội nghị Thượng đỉnh Liên minh châu Âu.

### Nghị viện châu Âu

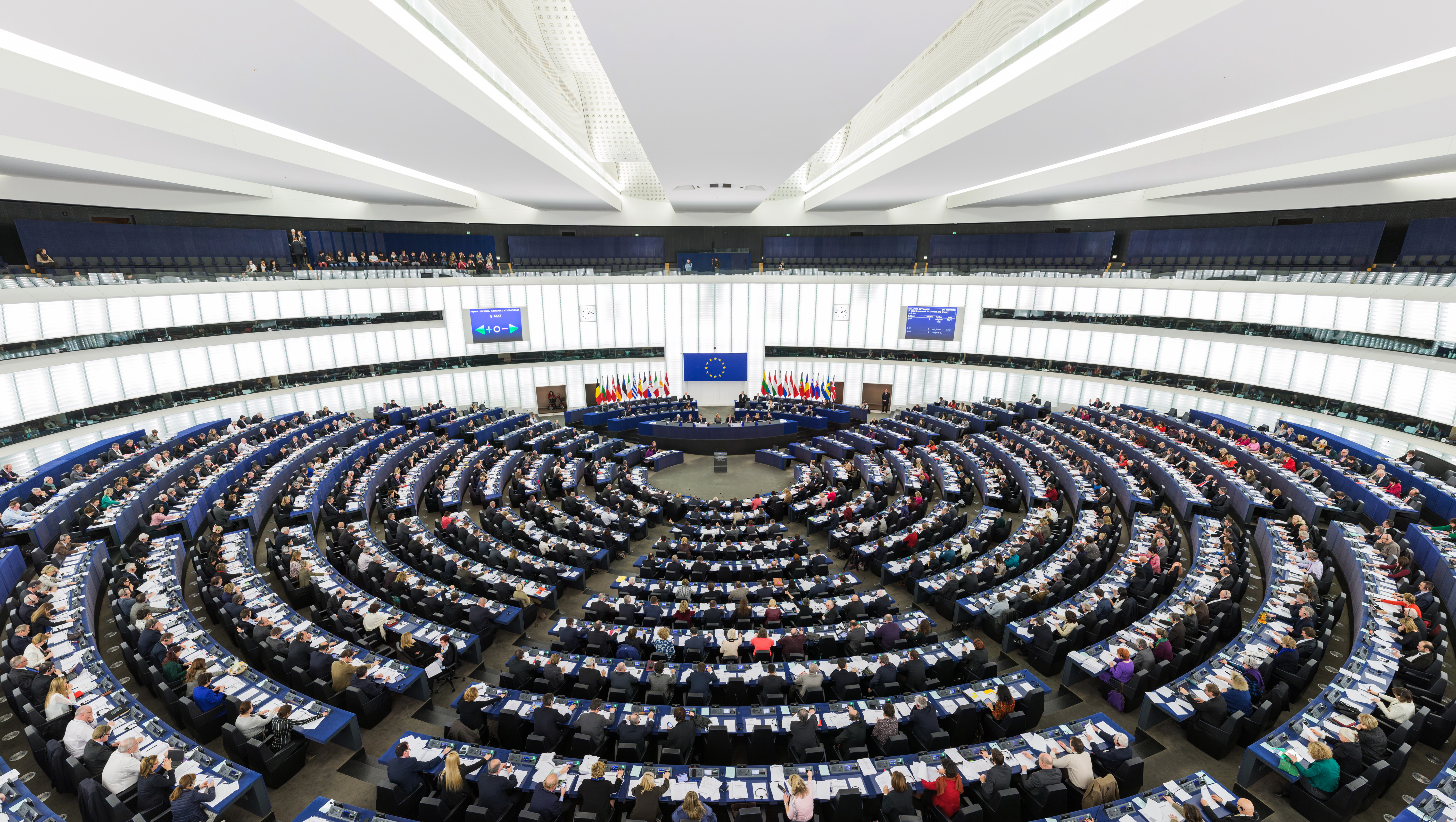
Phòng họp Nghị viện châu Âu tại Strasbourg

Gồm 751 nghị sĩ, nhiệm kỳ 5 năm, được bầu theo nguyên tắc phổ thông đầu phiếu từ tất cả các quốc gia thành viên Liên minh châu Âu. Trong Nghị viện châu Âu các nghị sĩ ngồi theo nhóm chính trị khác nhau, không theo quốc tịch.
Nhiệm vụ của Nghị viện châu Âu là phối hợp với Hội đồng Bộ trưởng (hay Hội đồng Liên minh châu Âu) thông qua đề xuất lập pháp của Ủy ban châu Âu trong hầu hết các lĩnh vực. Nghị viện châu Âu còn có thẩm quyền thông qua ngân sách, kiểm tra, giám sát việc thực hiện các chính sách của Liên minh châu Âu. Ủy ban châu Âu chịu trách nhiệm trước Nghị viện châu Âu, đối với mọi hoạt động phải có sự chấp thuận của Nghị viện châu Âu, báo cáo kết quả công tác trước Nghị viện châu Âu để đánh giá, phê bình và rút kinh nghiệm. Chủ tịch Nghị viện châu Âu, được bầu bởi các nghị sĩ với nhiệm kỳ 2 năm rưỡi, đồng thời phải phụ trách vai trò người phát ngôn trong và ngoài nghị viện.
Chủ tịch Nghị viện Châu Âu đương nhiệm là ông Antonio Tajani, thuộc Đảng Nhân dân Châu Âu từ ngày 17 tháng 1 năm 2017.

### Ủy ban châu Âu

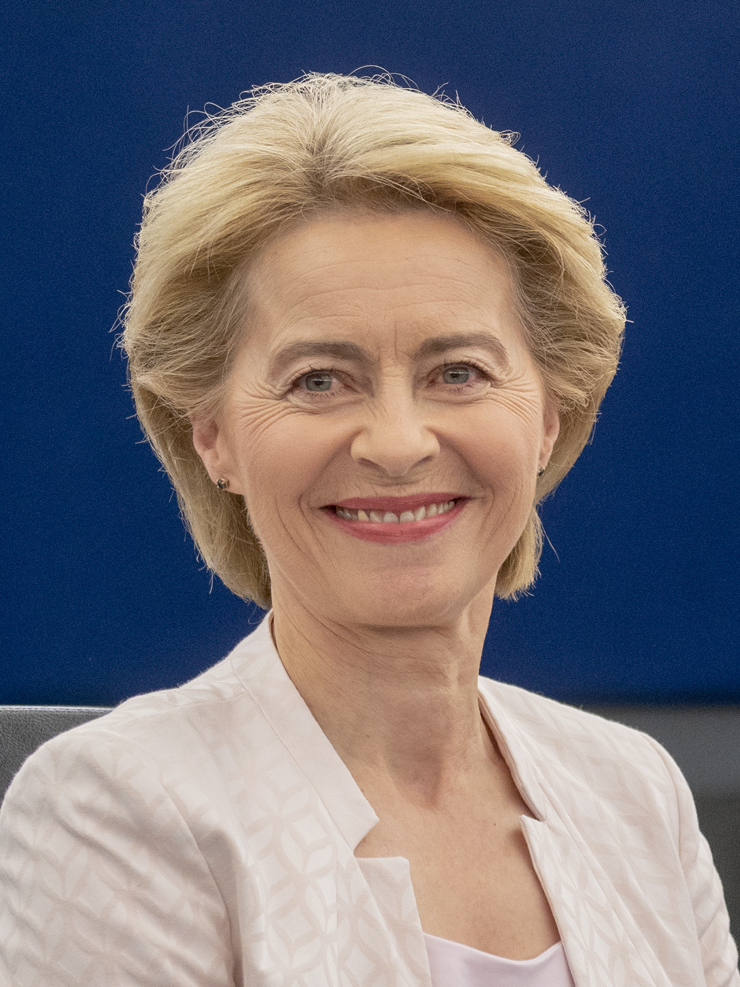
Ursula von der Leyen (người Đức), Chủ tịch Ủy ban châu Âu đương nhiệm

Là cơ quan điều hành của Liên minh châu Âu chịu trách nhiệm đề xuất lập pháp và những hoạt động thường nhật của Liên minh châu Âu. Ủy ban châu Âu bao gồm 27 uỷ viên đại diện cho 27 quốc gia thành viên Liên minh châu Âu, nhiệm kỳ 5 năm do các chính phủ nhất trí cử và chỉ bị bãi miễn với sự nhất trí của Nghị viện châu Âu.

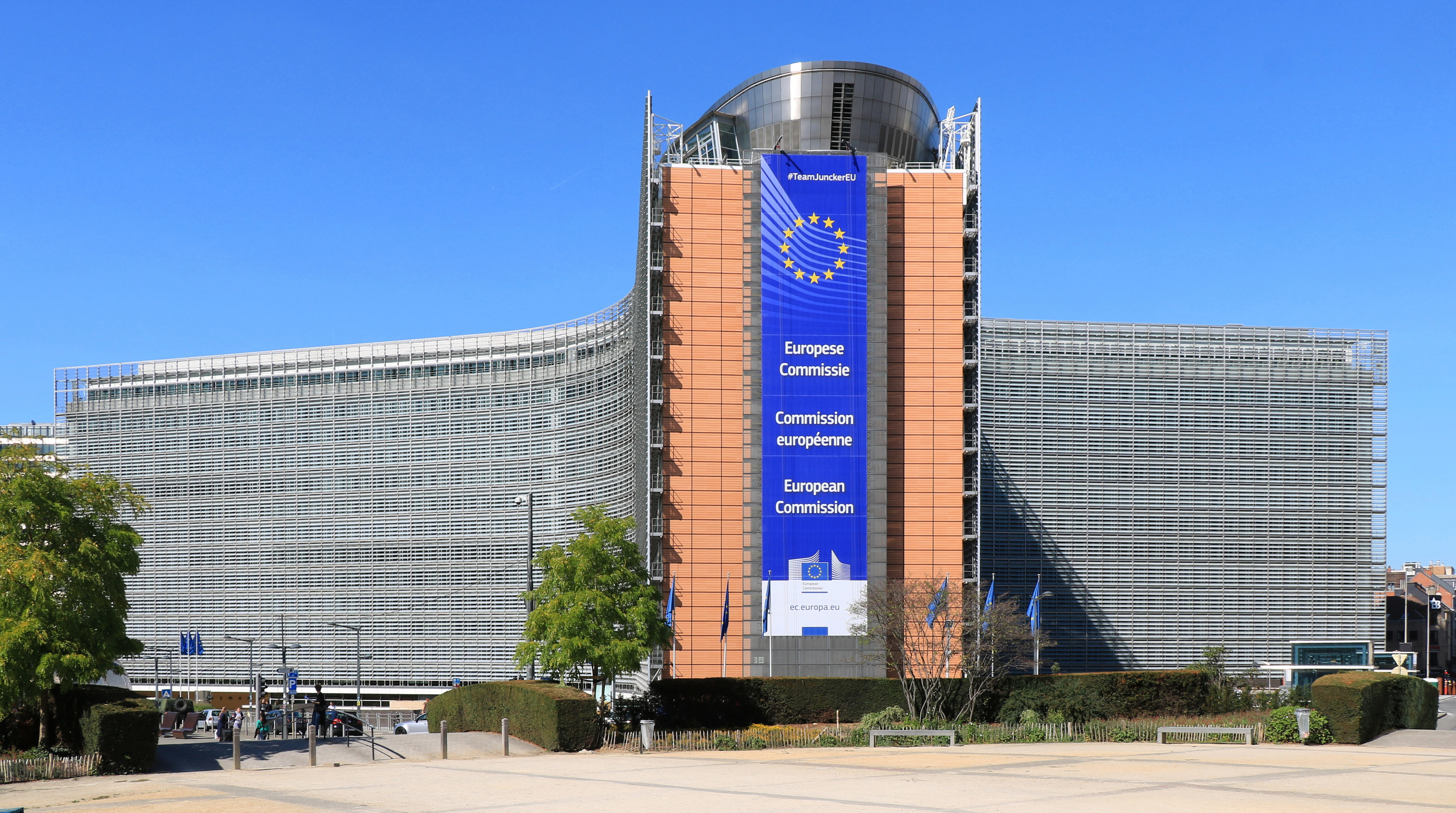
Tòa nhà Berlaymont, trụ sở chính của Ủy ban châu Âu tại Bruxelles

Chủ tịch Ủy ban châu Âu đương nhiệm là ông Jean-Claude Juncker, cựu Thủ tướng Luxembourg nhiệm kỳ 1995–2013, được Nghị viện châu Âu phê chuẩn ngày 15 tháng 7 năm 2014.

### Tòa án Công lý Liên minh châu Âu
Có thẩm quyền tư pháp đối với các vấn đề liên quan đến luật pháp của Liên minh châu Âu. Bao gồm hai tòa án chính, đó là: "Tòa sơ thẩm châu Âu" (tiếng Anh, "European General Court") và "Tòa án Công lý châu Âu" (tiếng Anh, "European Court of Justice").

## Hệ thống pháp luật

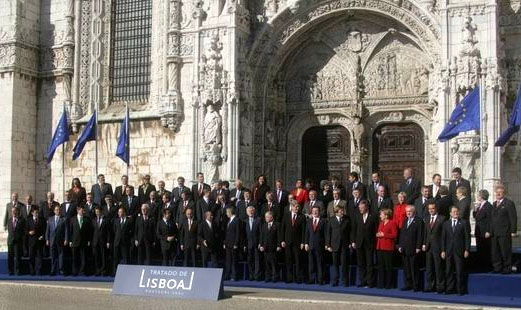
Lần tu chính án cuối cùng cho Hiến pháp Liên minh châu Âu 2009

Cơ sở pháp lý hình thành Liên minh châu Âu là các hiệp ước được ký kết và phê chuẩn bởi các quốc gia thành viên Liên minh châu Âu. Các hiệp ước đầu tiên đánh dấu sự thành lập Cộng đồng châu Âu và Liên minh châu Âu. Các hiệp ước kế tiếp chỉnh sửa và bổ sung các hiệp ước đầu tiên ngày một đầy đủ và hoàn thiện hơn. Đó chính là những hiệp ước tạo ra các thể chế chính trị của Liên minh châu Âu cũng như cung cấp cho các thể chế chính trị đó thẩm quyền thực hiện các mục tiêu và chính sách đã đặt ra ngay trong chính các hiệp ước. Những thẩm quyền này bao gồm thẩm quyền lập pháp  ảnh hưởng trực tiếp đến tất cả các quốc gia thành viên Liên minh châu Âu và công dân của các quốc gia thành viên đó. Liên minh châu Âu có đầy đủ tư cách pháp nhân để ký kết các thỏa thuận và điều ước quốc tế.
Căn cứ theo nguyên tắc "uy quyền tối cao" (tiếng Anh, "supremacy"), tòa án của các quốc gia thành viên có trách nhiệm thực hiện đầy đủ và đúng đắn tất cả quy định và nghĩa vụ đặt ra tuân theo các hiệp ước mà quốc gia thành viên đó đã phê chuẩn, kể cả khi điều đó gây ra các xung đột pháp luật trong hệ thống pháp luật nội địa, thậm chí trong vài trường hợp đặc biệt là hiến pháp của một số quốc gia thành viên.

### Các quyền cơ bản

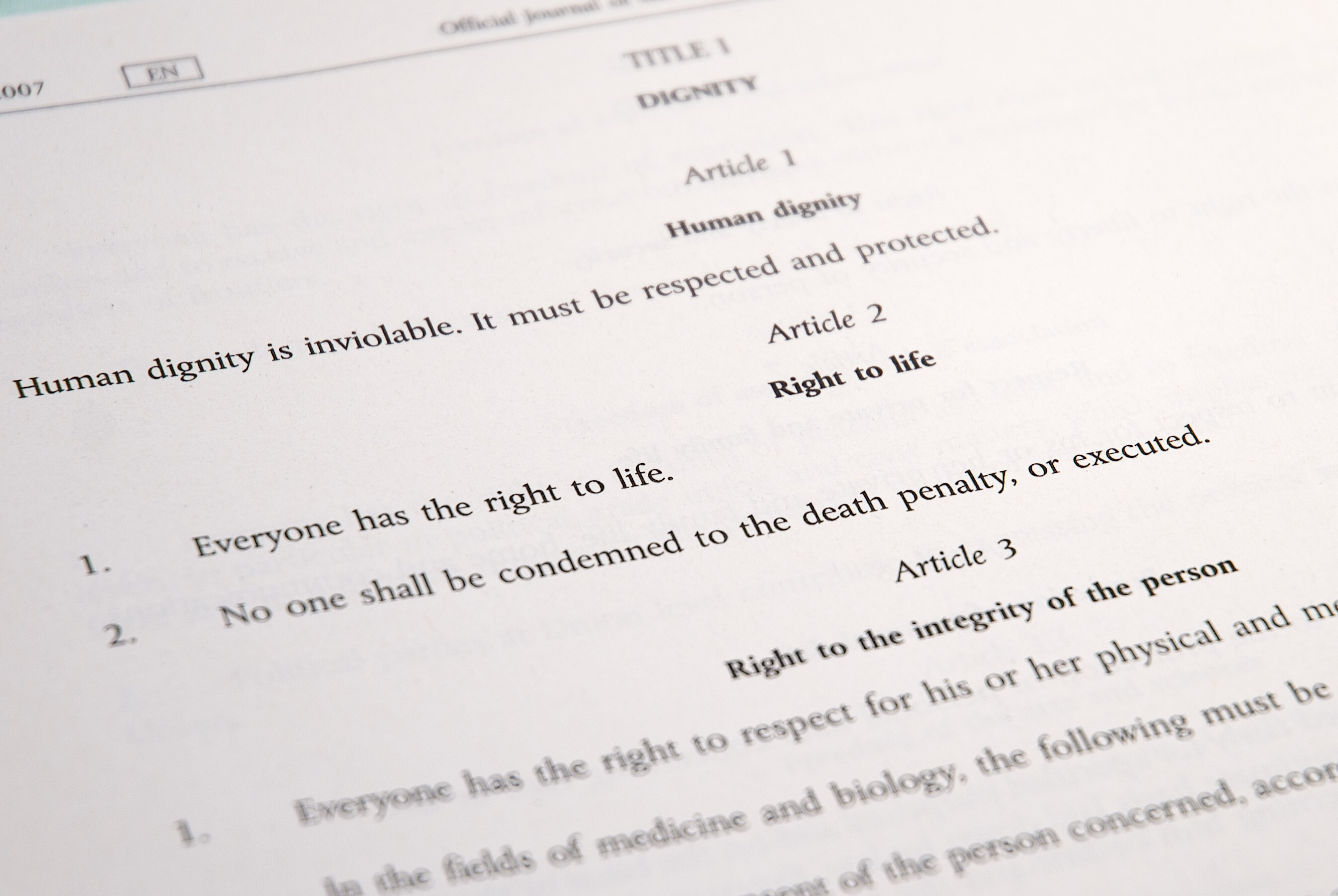
Điều 1 và 2 Hiến chương Liên minh châu Âu về những quyền cơ bản:
"Nhân phẩm là không thể xâm phạm. Nhân phẩm phải được tôn trọng và bảo vệ.
Mọi người đều có quyền được sống. Không một ai bị kết án tử hình hoặc bị xử tử."

Các điều ước đã ký kết giữa các quốc gia thành viên Liên minh châu Âu công nhận rằng Liên minh châu Âu được "thành lập trên cơ sở tôn trọng những giá trị nhân phẩm, tự do, dân chủ, công bằng, pháp trị và nhân quyền, bao gồm quyền của những người thuộc những sắc tộc thiểu số... trong một xã hội đa dạng, không phân biệt, khoan dung, công lý, đoàn kết và bình đẳng giới."
Hiệp ước Lisbon đã trao hiệu lực pháp lý cho Hiến chương Liên minh châu Âu về những quyền cơ bản vào năm 2009. Hiến chương là sự tập hợp có chỉnh sửa những quyền lợi cơ bản của con người mà từ đó các điều luật của Liên minh châu Âu có thể bị xem xét và đánh giá lại trước Tòa án Công lý Liên minh châu Âu. Hiến chương cũng là sự hợp nhất nhiều quyền khác nhau vốn trước đây đã được Tòa án Công lý Liên minh châu Âu thừa nhận và đồng thời là "những giá trị truyền thống được thừa nhận trong hiến pháp của nhiều quốc gia thành viên Liên minh châu Âu." Tòa án Công lý Liên minh châu Âu từ lâu đã công nhận những quyền cơ bản và đôi lúc đã hủy bỏ một số điều luật của Liên minh châu Âu vì đi ngược lại với những quyền cơ bản đó. Hiến chương được soạn thảo vào năm 2000. Mặc dù ban đầu Hiến chương không có giá trị ràng buộc về mặt pháp lý nhưng các điều khoản của Hiến chương luôn được nêu ra trước các tòa án Liên minh châu Âu. Bởi vì Hiến chương, bản thân nó, đã chứa đựng những quyền lợi hợp pháp mà các tòa án Liên minh châu Âu công nhận như các nguyên tắc nền tảng của luật pháp Liên minh châu Âu.

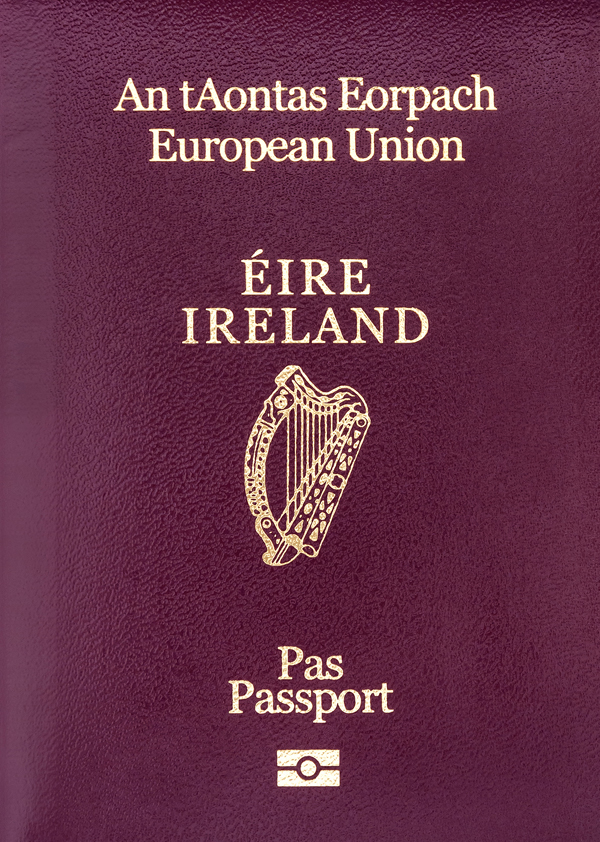
Quốc gia thành viên Liên minh châu Âu ban hành hộ chiếu riêng của Liên minh châu Âu trên đó có ghi tên gọi cùng với biểu tượng và dòng chữ Liên minh châu Âu bằng ngôn ngữ chính thức của quốc gia thành viên đó - (Mẫu hộ chiếu của Ireland)

Mặc dù việc ký kết Công ước châu Âu về quyền con người (tiếng Anh, "European Convention on Human Rights" hay "ECHR") là một trong những điều kiện để trở thành thành viên Liên minh châu Âu, nhưng bản thân Liên minh châu Âu không thể tham gia Công ước vì Liên minh châu Âu vốn không phải là một quốc gia và cũng không có quyền hạn để tham gia. Hiệp ước Lisbon và Nghị định thư 14 đối với Công ước đã thay đổi bản chất vấn đề này trong đó Nghị định thư 14 ràng buộc Liên minh châu Âu với Công ước trong khi Hiệp ước Lisbon cho phép việc thực thi việc ràng buộc đã nêu.
Trên bình diện thế giới, Liên minh châu Âu cũng thúc đẩy các vấn đề về nhân quyền. Liên minh châu Âu phản đối việc kết án tử hình và đề nghị loại bỏ khung hình phạt này trên khắp thế giới. Ngoài ra, việc loại bỏ khung hình phạt tử hình cũng là một điều kiện đối với quy chế thành viên Liên minh châu Âu.

### Các đạo luật
Các đạo luật chính của Liên minh châu Âu được thông qua dưới 3 dạng có tính chất pháp lý và phạm vi ảnh hưởng khác nhau: quy chế (tiếng Anh, "regulation"), sắc lệnh (tiếng Anh, "directive") và phán quyết (tiếng Anh, "decision"). Quy chế của Liên minh châu Âu tự động bổ sung vào luật pháp hiện hành của các quốc gia thành viên Liên minh châu Âu vào thời điểm các quy chế này bắt đầu có hiệu lực mà không cần bất kì một biện pháp can thiệp pháp lý hay triển khai nào từ các quốc gia thành viên Liên minh châu Âu, và có giá trị pháp lý cao hơn nội luật của các quốc gia thành viên đó nếu phát sinh xung đột pháp luật. Sắc lệnh đòi hỏi các quốc gia thành viên Liên minh châu Âu hoàn tất một yêu cầu nhất định đưa ra bởi Liên minh châu Âu nhưng để cho các quốc gia thành viên đó quyền tự quyết về cách thức thực hiện hoặc triển khai sắc lệnh. Đến hết thời hạn triển khai sắc lệnh, nếu những sắc lệnh đó không được thực thi, thì chúng có thể, trong một số điều kiện nhất định, sẽ có "hiệu lực trực tiếp" (tiếng Anh, "direct effect") vượt trên nội luật của các quốc gia thành viên Liên minh châu Âu.
Phán quyết là một lựa chọn hoàn toàn khác với hai cách thức lập pháp nêu trên. Phán quyết được hiểu là những đạo luật được áp dụng trực tiếp cho một cá nhân cụ thể, một công ty hay một quốc gia thành viên nhất định. Phán quyết thường được sử dụng trong lĩnh vực luật cạnh tranh hoặc những vấn đề liên quan đến trợ giá của chính phủ (tiếng Anh, State Aid) nhưng mục đích chủ yếu nhất vẫn là xử lý các thủ tục hành chính trong nội bộ các thể chế Liên minh châu Âu. Quy chế, sắc lệnh và phán quyết của Liên minh châu Âu tương đương với nhau về giá trị pháp lý và không phân thứ bậc.

## Tư pháp và nội vụ

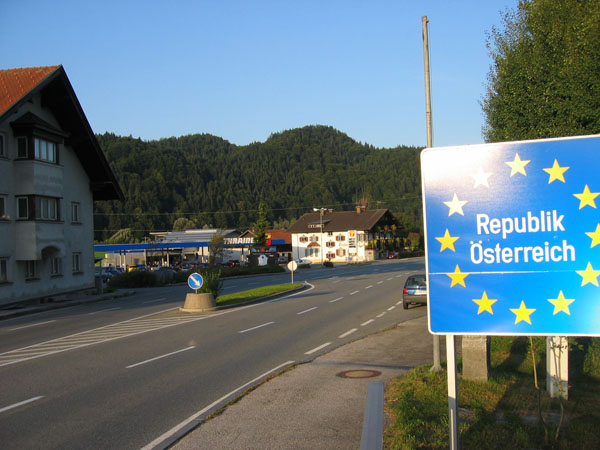
Khu vực Schengen bao gồm hầu hết các quốc gia thành viên Liên minh châu Âu

Kể từ khi thành lập vào năm 1993, Liên minh châu Âu bước đầu đã có những phát triển trong lĩnh vực tư pháp và nội vụ từ cấp độ liên chính phủ đến chủ nghĩa siêu quốc gia. Hàng loạt các cơ quan được thành lập để phối hợp hành động: Europol giữa lực lượng cảnh sát các quốc gia thành viên Liên minh châu Âu, Eurojust đối với các công tố viên, và Frontex đối với các cơ quan phụ trách biên giới và cửa khẩu. Liên minh châu Âu cũng triển khai Hệ thống thông tin Schegen (tiếng Anh, "Schengen Information System") có khả năng cung cấp cơ sở dữ liệu chung cho lực lượng cảnh sát và cơ quan nhập cảnh của các quốc gia thành viên. Công tác phối hợp hoạt động được quan tâm đặc biệt kể từ khi Hiệp ước Schengen được ký kết tạo điều kiện cho việc mở cửa biên giới cũng như sự gia tăng đáng kể của vấn đề tội phạm xuyên quốc gia.
Bên cạnh đó, Liên minh châu Âu cũng đã có những đạo luật giải quyết vấn đề gây nhiều tranh cãi như dẫn độ, hôn nhân gia đình, tị nạn, và xét xử tội phạm. Ngoài ra, các hiệp ước được ký kết giữa các quốc gia thành viên "Liên minh châu Âu" cũng đề cao việc ngăn cấm sự phân biệt đối xử liên quan đến giới tính và quốc tịch. Trong những năm gần đây, hệ thống pháp luật của Liên minh châu Âu còn được bổ sung thêm vấn đề chống phân biệt sắc tộc, tôn giáo, khuyết tật, tuổi tác và khuynh hướng tình dục (ví dụ) ở nơi làm việc.

## Ngoại giao

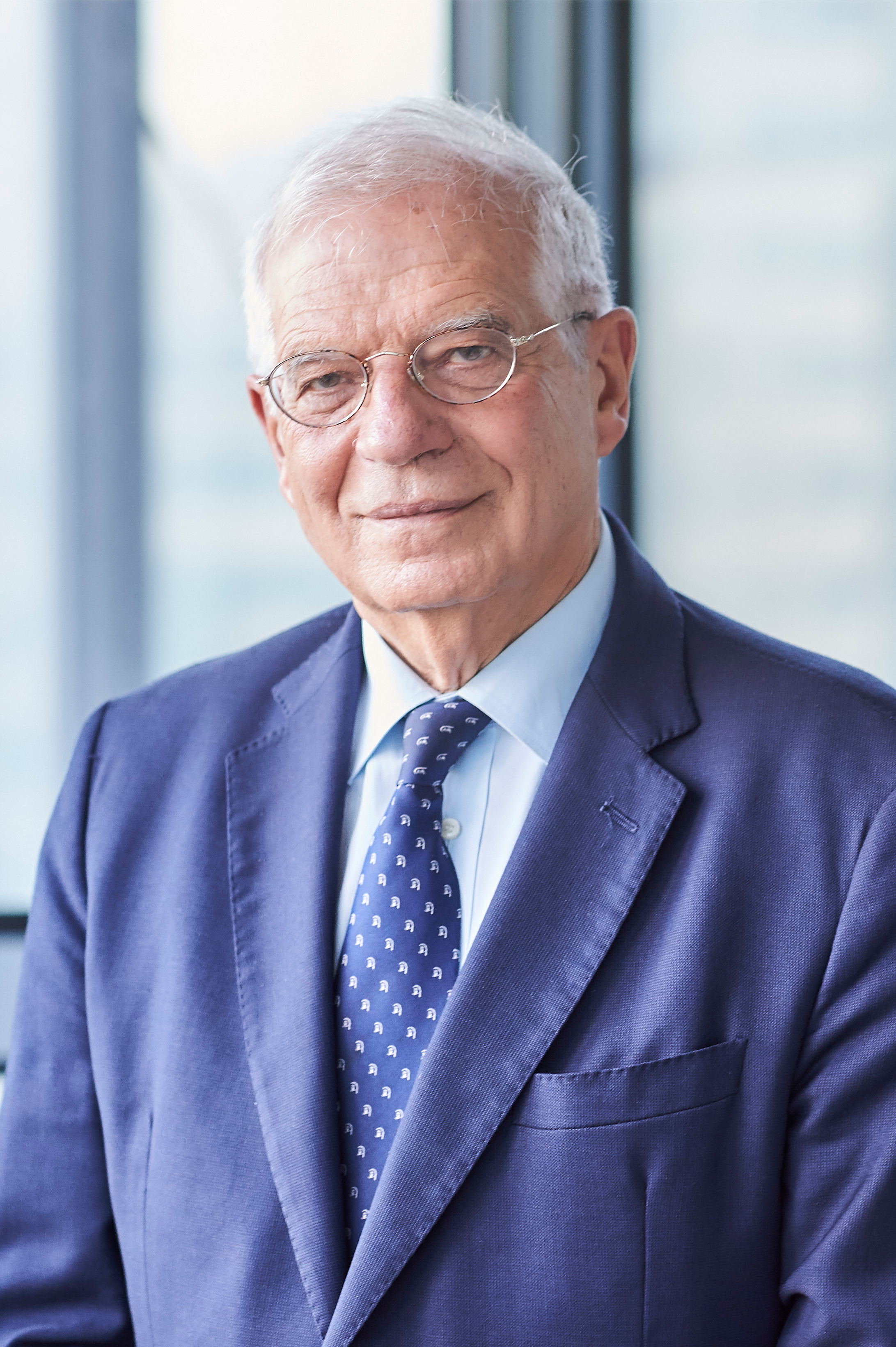
Đại diện cao cấp của Liên minh châu Âu về ngoại giao và chính sách an ninh, ông Josep Borrell.

Việc hợp tác trong các vấn đề đối ngoại giữa các quốc gia thành viên Liên minh châu Âu được bắt đầu vào năm 1957 với sự hình thành Cộng đồng châu Âu. Vào thời điểm đó, các quốc gia thành viên tập hợp lại như một khối thống nhất trong việc thương lượng các vấn đề thương mại quốc tế theo Chính sách thương mại chung (tiếng Anh, "Common Commercial Policy"). Quan hệ đối ngoại của Liên minh châu Âu chuyển sang một giai đoạn mới vào năm 1970 với nhiều phát triển đáng lưu ý, trong đó có thể kể tới sự ra đời của Tổ chức hợp tác chính trị châu Âu (tiếng Anh, "European Political Cooperation") có vai trò như nơi để các quốc gia thành viên tham vấn một cách không chính thức để hướng tới một chính sách đối ngoại chung. Nhưng phải đến tận năm 1987 khi Luật châu Âu duy nhất (tiếng Anh, "Single European Act") được ban hành, Tổ chức hợp tác chính trị châu Âu mới có được một cơ sở pháp lý hoàn chỉnh. Sau đó, tổ chức này được đổi thành Chính sách an ninh và đối ngoại chung (tiếng Anh, "Common Foreign and Security Policy" hay "CFSP") khi Hiệp ước Maastricht bắt đầu có hiệu lực.
Mục tiêu của Chính sách an ninh và đối ngoại chung (CFSP) là thúc đẩy lợi ích của chính Liên minh châu Âu cũng như của cộng đồng thế giới trong việc xúc tiến hợp tác quốc tế, tôn trọng nhân quyền, dân chủ và pháp trị. CFSP đòi hỏi sự thống nhất giữa các quốc gia thành viên của Liên minh châu Âu để quyết định chính sách phù hợp cho bất kì một vấn đề quan trọng nào. Mặc dù không hay xảy ra, nhưng CFSP đôi lúc cũng gây ra những bất đồng giữa các quốc gia thành viên như trong trường hợp của Chiến tranh Iraq.

### Quân sự

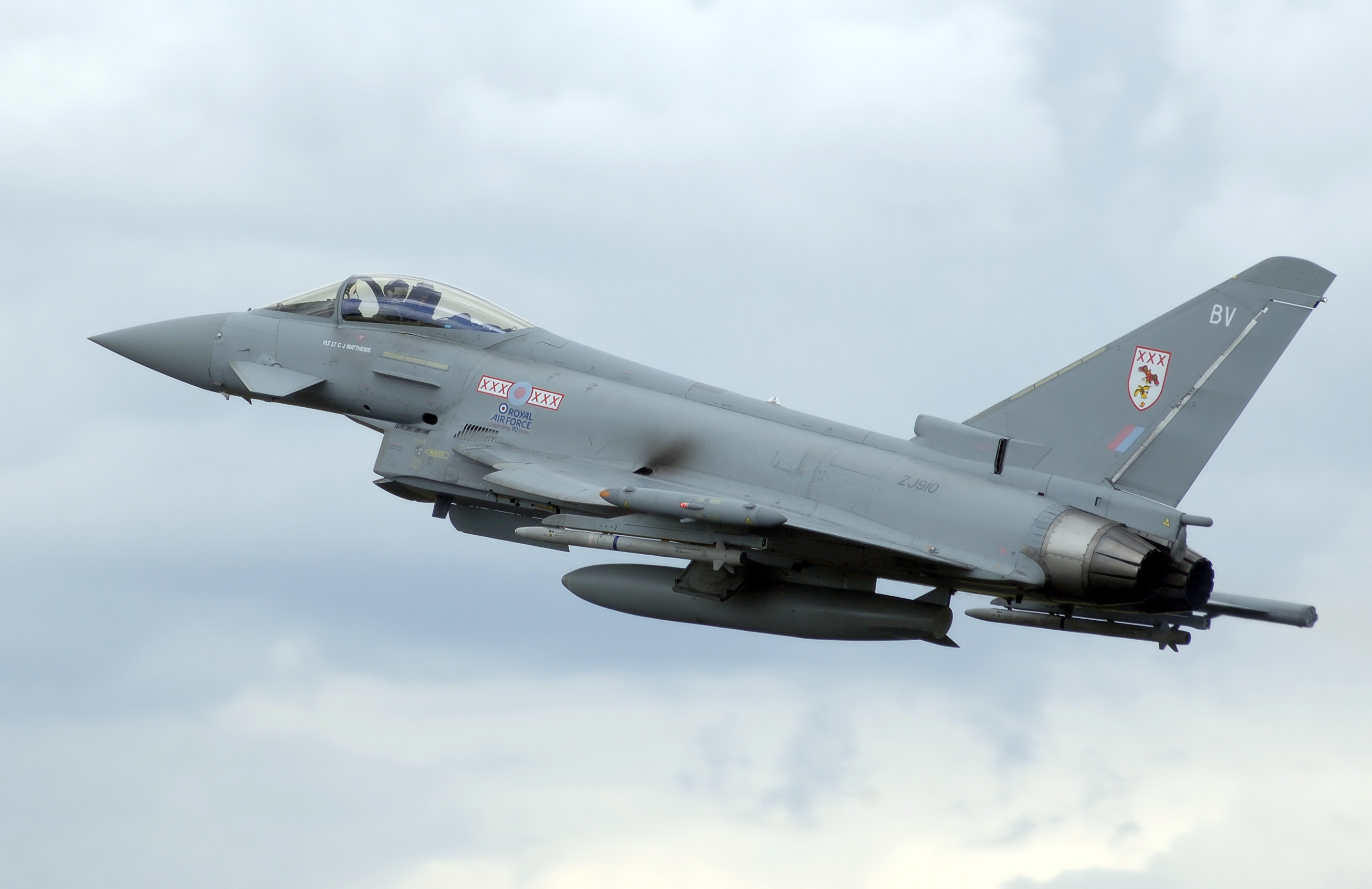
Chiến đấu cơ Eurofighter được chế tạo bởi một tập đoàn hợp tác giữa bốn quốc gia thành viên Liên minh châu Âu.

Liên minh châu Âu không có một quân đội chung. 21 trong tổng số 27 quốc gia thành viên Liên minh châu Âu đang là thành viên của NATO. Trong khi các nước thành viên còn lại theo đuổi chính sách của trung lập. Tuy nhiên, đối với quy chế thành viên Liên minh châu Âu thì tình trạng trung lập của các quốc gia thành viên này đang bị đặt một dấu hỏi lớn bởi Thủ tướng Phần Lan cũng như vấn đề tương hỗ trong trường hợp thiên tai, tấn công khủng bố hay xâm lược vũ trang vốn được quy định trong điều 42 (7) TEU và điều 222 TFEU. Mặt khác, Liên minh Tây Âu (tiếng Anh, "Western European Union"), liên minh quân sự với các điều khoản quốc phòng chung, đã giải thể vào năm 2010 vì vai trò của liên minh này hiện tại đã được chuyển giao cho Liên minh châu Âu.

Phù hiệu Bộ Tham mưu Quân đội Liên minh Châu Âu (European Union Military Staff - EUMS).

Năm 2009, theo thống kê của Viện nghiên cứu hòa bình quốc tế Stockholm (tiếng Anh, "Stockholm International Peace Research Institute" hay "SIPRI"), Vương quốc Anh đã dành hơn 48 tỷ EUR (tương đương 69 tỷ USD) cho quốc phòng, đứng thứ 3 trên thế giới sau Mỹ và Trung Quốc, trong khi Pháp đứng ở vị trí thứ 4 với 47 tỷ EUR (khoảng 67,31 tỷ USD) cho quân đội. Anh và Pháp đóng góp 45% ngân sách quốc phòng, 50% khả năng quân sự và 70% tất cả chi phí nghiên cứu và phát triển quân sự của cả Liên minh châu Âu. Trong năm 2000, Anh, Pháp, Tây Ban Nha, và Đức chiếm đến 97% tổng ngân sách nghiên cứu quân sự của Liên minh châu Âu so với tất cả 15 quốc gia thành viên còn lại.
Sau Chiến tranh Kosovo năm 1999, Hội đồng Châu Âu đã đồng ý rằng "Liên minh phải có năng lực hành động độc lập, được hỗ trợ bởi các lực lượng quân sự đáng tin cậy, các phương tiện để quyết định sử dụng chúng và theo đó là tính sẵn sàng tác chiến, để ứng phó với các cuộc khủng hoảng quốc tế mà không ảnh hưởng đến các hành động của NATO". Để đạt được mục tiêu đó, một số nỗ lực đã được thực hiện để tăng khả năng quân sự của EU, đặc biệt là quy trình Mục tiêu Helsinki. Sau nhiều cuộc thảo luận, kết quả cụ thể nhất là sáng kiến của Nhóm tác chiến EU, với mỗi đơn vị được lên kế hoạch để có thể triển khai nhanh chóng khoảng 1500 quân.
Các lực lượng của EU đã được triển khai cho các sứ mệnh gìn giữ hòa bình từ trung và bắc Phi đến tây Balkan và tây Á. Các hoạt động quân sự của EU được hỗ trợ bởi một số cơ quan, bao gồm Cơ quan Quốc phòng Châu Âu, Trung tâm Vệ tinh Liên minh Châu Âu và Bộ Tham mưu Quân đội Liên minh Châu Âu. Bộ Tham mưu Quân đội Liên minh Châu Âu là cơ quan quân sự cao nhất của Liên minh Châu Âu, được thành lập trong khuôn khổ của Hội đồng Châu Âu, và dựa trên các quyết định của Hội đồng Châu Âu Helsinki (10–11 tháng 12 năm 1999), trong đó kêu gọi thành lập các thể chế chính trị - quân sự thường trực. Bộ Tham mưu Quân đội Liên minh Châu Âu chịu sự quản lý của Đại diện Cấp cao của Liên minh về Chính sách An ninh và Đối ngoại và Ủy ban Chính trị và An ninh. Tổ chức này chỉ đạo tất cả các hoạt động quân sự trong bối cảnh EU, bao gồm lập kế hoạch và thực hiện các nhiệm vụ và hoạt động quân sự trong khuôn khổ Chính sách Quốc phòng và An ninh Chung cũng như phát triển năng lực quân sự, đồng thời cung cấp cho Ủy ban Chính trị và An ninh những lời khuyên và khuyến nghị về các vấn đề quân sự.

## Kinh tế
| |
| 10 nền kinh tế có GDP và PPP lớn nhất tính theo USD trong đó Liên minh châu Âu được tính là một thể chế duy nhất (IMF, 2009). |

Ngày từ lúc mới thành lập, Liên minh châu Âu đã đặt ra mục tiêu trọng tâm là thiết lập một thị trường kinh tế duy nhất ở châu Âu bao gồm lãnh thổ của tất cả các quốc gia thành viên. Hiện tại, hệ thống tiền tệ chung đang được sử dụng ở 16 nước thuộc Liên minh châu Âu, thường biết đến với tên gọi khu vực đồng euro (tiếng Anh, "eurozone"). Vào năm 2009, sản lượng kinh tế của Liên minh châu Âu chiếm khoảng 21% tổng sản lượng kinh tế toàn cầu, ước tính vào khoảng 14,8 nghìn tỉ USD, trở thành nền kinh tế lớn nhất thế giới. Liên minh châu Âu cũng đạt được sản lượng xuất khẩu và nhập khẩu lớn nhất thế giới, về hàng hóa và dịch vụ, đồng thời cũng là đối tác thương mại lớn nhất đối với các thị trường lớn trên thế giới như Ấn Độ và Trung Quốc.

### Thị trường nội địa châu Âu

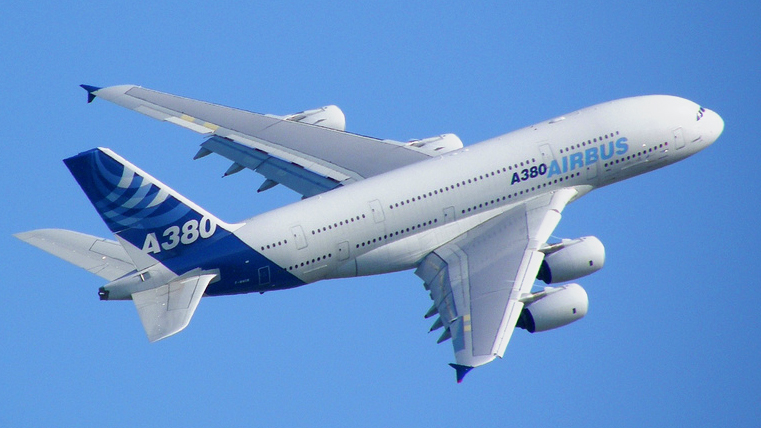
Airbus A380 một trong những sản phẩm hợp tác sản xuất của các thành viên Liên minh châu Âu

Hai trong số những mục tiêu cơ bản của Cộng đồng Kinh tế châu Âu là việc phát triển của một thị trường chung (tiếng Anh, "common market"), hay sau này thường được biết với tên gọi thị trường duy nhất (tiếng Anh, "single market"), và một liên minh hải quan giữa các quốc gia thành viên. Thị trường duy nhất của Liên minh châu Âu liên quan mật thiết đến bốn vấn đề tự do bao gồm tự do lưu thông hàng hóa, vốn, con người và dịch vụ trong phạm vi của Liên minh châu Âu. Còn liên minh hải quan là việc áp dụng một hệ thống thuế khóa chung cho tất cả các loại hàng hóa nhập khẩu vào thị trường duy nhất này. Một khi hàng hóa đã được nhập vào thị trường duy nhất, hàng hóa đó sẽ không phải chịu thuế hải quan, các loại thuế về hạn chế nhập khẩu (quota) mang tính chất phân biệt đối xử khi lưu thông trong phạm vi Liên minh châu Âu. Các quốc gia không phải là thành viên của Liên minh châu Âu như Iceland, Na Uy, Liechtenstein hay Thụy Sĩ đều đã gia nhập vào thị trường duy nhất nhưng chưa tham gia vào liên minh hải quan. Một nửa các hoạt động thương mại của Liên minh châu Âu chịu sự điều chỉnh của hệ thống cân đối pháp luật của Liên minh châu Âu (giữa các quốc gia thành viên với pháp luật của Liên minh).
Quyền tự do di chuyển vốn nhằm mục đích cho phép các hoạt động đầu tư như mua bán tài sản cũng như cổ phần doanh nghiệp giữa các quốc gia thành viên được dễ dàng hơn. Trước khi sử dụng Liên minh về kinh tế và tiền tệ (tiếng Anh, "Economic and Monetary Union"), các quy phạm pháp luật về vốn phát triển rất chậm chạp. Sau Hiệp ước Maastricht, đã có rất nhiều các phán quyết của Tòa án Công lý châu Âu thúc đẩy sự phát triển đối với các quy phạm pháp luật điều chỉnh vấn đề này. Quyền tự do di chuyển vốn cũng được các quốc gia không phải thành viên Liên minh châu Âu công nhận.
Quyền tự do di chuyển về con người được hiểu rằng những người mang quốc tịch của một quốc gia thành viên Liên minh châu Âu có thể tự do đi lại trong phạm vị Liên minh châu Âu để sinh sống, làm việc hoặc nghỉ ngơi. Quyền tự do di chuyển về con người đòi hỏi một quốc gia thành viên Liên minh châu Âu phải giảm bớt các thủ tục hành chính cũng như công nhận đánh giá về chuyên môn của một quốc gia thành viên khác.
Quyền tự do di chuyển về dịch vụ và cư trú cho phép công dân của quốc gia thành viên có khả năng cung cấp các hình thức dịch vụ được tự do đi lại để kiếm thu nhập tạm thời hoặc cố định. Mặc dù lĩnh vực dịch vụ chiếm đến 60-70% GDP nhưng hệ thống quy phạm pháp luật đối với vấn đề này chưa thật sự được phát triển đúng mức như các lĩnh vực khác. Sự thiếu sót này vừa được Liên minh châu Âu điều chỉnh với sự thông qua "Luật dịch vụ trong thị trường nội địa" (tiếng Anh, "Directive on services in the internal market"). Căn cứ theo Hiệp ước Lisbon, quy phạm pháp luật về dịch vụ là một quyền dư thừa, chỉ được áp dụng khi các quyền tự do khác không có khả năng thực hiện.

### Liên minh tiền tệ

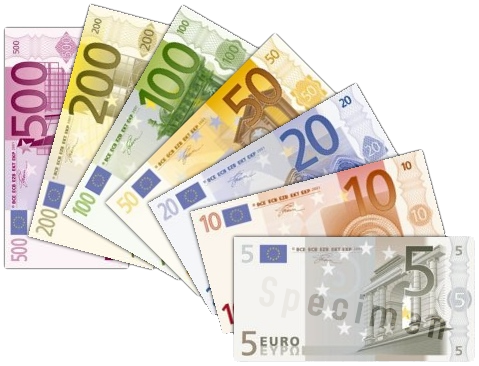
Đồng tiền chung Euro được sử dụng từ năm 2002.

Việc tạo ra một đơn vị tiền tệ duy nhất đã trở thành mục tiêu chính thức của Cộng đồng Kinh tế châu Âu từ năm 1969. Tuy nhiên, chỉ cho đến khi Hiệp ước Maastricht có những cải tiến vào năm 1993 thì các quốc gia thành viên Liên minh châu Âu mới thực sự bị ràng buộc về mặt pháp lý bởi liên minh tiền tệ kể từ ngày 1 tháng 1 năm 1999. Kể từ thời điểm phát hành đồng tiền chung euro, từ 11 nước ban đầu hiện nay đã có 17 quốc gia sử dụng đồng tiền này. Mới đây nhất là Estonia vào năm 2011.
Tất cả các nước thành viên của Liên minh châu Âu, trừ Đan Mạch, đều bị ràng buộc trên cơ sở pháp lý về việc sử dụng đồng euro như đơn vị tiền tệ chính thức. khi đã đáp ứng đủ các tiêu chuẩn kinh tế đặt ra. Tuy nhiên, chỉ có một vài quốc gia thành viên của Liên minh châu Âu lên thời gian biểu cụ thể cho việc gia nhập hệ thống tiền tệ này. Ví dụ như Thụy Điển đã cố tình không đáp ứng đủ các tiêu chuẩn thành viên của Liên minh châu Âu để lẩn tránh việc sử dụng đồng euro.
Đồng tiền chung euro được tạo ra nhằm mục đích xây dựng một thị trường duy nhất. Ý nghĩa của hành động này bao gồm việc thúc đẩy các quyền tự do di chuyển, xóa bỏ vấn đề trao đổi ngoại tệ, cải thiện sự minh bạch về giá cả hàng hóa và dịch vụ, thiết lập một thị trường tài chính thống nhất, ổn định giá cả và lãi suất thấp và nhất là hạn chế những tác động tiêu cực do khối lượng giao dịch thương mại nội đại khổng lồ trong phạm vi Liên minh châu Âu. Đồng tiền chung euro cũng chính là biểu tượng chính trị cho sự hòa hợp và phát triển kinh tế liên tục. Từ khi ra mắt đồng euro đến nay, đồng euro đã trở thành đồng tiền dự trữ lớn thứ hai trên thế giới với một phần tư ngoại hối dự trữ là bằng đồng euro. Ngân hàng Trung ương châu Âu, căn cứ trên các hiệp ước của Liên minh châu Âu, chịu trách quản lý chính sách tiền tệ của đồng euro nói chung và Liên minh châu Âu nói riêng.

### Luật cạnh tranh
Liên minh châu Âu thực hiện chính sách cạnh tranh nhằm mục đích đảm bảo tính lành mạnh của việc cạnh tranh kinh tế trong thị trường nội địa Liên minh châu Âu. Hội đồng châu Âu với vai trò là người quản lý luật cạnh tranh chịu trách nhiệm xử lý những vấn đề liên quan đến luật này cũng như cho phép việc sáp nhập và hợp nhất các công ty/tập đoàn lớn của Liên minh châu Âu hay giải thế các cartel để phát triển tự do thương mại và giảm bớt trợ giá từ chính phủ của các quốc gia thành viên cho các công ty/tập đoàn lớn của nước mình.
Thanh tra Liên minh châu Âu về cạnh tranh, hiện tại là ngài Joaquín Almunia, là một trong những vị trí quyền uy nhất trong Hội đồng châu Âu vì khả năng chi phối đến các lợi ích thương mại của các tập đoàn xuyên quốc gia có liên quan đến Liên minh châu Âu. Điển hình, vào năm 2001, lần đầu tiên Hội đồng châu Âu đã ngăn cản một vụ sáp nhập giữa hai công ty có trụ sở tại Hoa Kỳ (General Electric và Honeywell), vốn đã được chính quyền quốc gia đồng ý cho tiến hành sáp nhập. Một vụ việc đáng quan tâm khác liên quan đến luật cạnh tranh của Liên minh châu Âu đó là việc Hội đồng châu Âu tuyên án phạt Microsoft 777 triệu euro sau 9 năm tranh tụng.

## Dân số
Ngày 1 tháng 1 năm 2011, tổng dân số của 27 quốc gia thành viên thuộc Liên minh châu Âu dự tính đạt 501.259.840 người. Năm 2013, Croatia gia nhập, dân số Liên minh châu Âu tăng thêm khoảng 4 triệu người. Đến 1 tháng 2 năm 2020, sau khi Liên hiệp Vương quốc Anh và Bắc Ireland rời khỏi, dân số Liên minh giảm xuống, còn khoảng 438 triệu người. Tuy Liên minh châu Âu chỉ chiếm 3% diện tích đất liền, dân số liên minh này chiếm đến 5,6% dân số thế giới (2020). Mật độ dân số lên đến 105 người/km² đã khiến cho Liên minh châu Âu trở thành một trong những khu vực đông dân cư nhất trên thế giới.

### Đô thị hóa
| Thành phố | Theo địa giới hành chính (2006) | Mật độ /km² | Mật độ /dặm vuông | Khu vực đô thị (2005) | Khu vực đô thị lớn (2004) |
| --------- | ------------------------------- | ----------- | ----------------- | --------------------- | ------------------------- |
| Berlin    | 3,410,000                       | 3,815       | 9,880             | 3,761,000             | 4,971,331                 |
| Madrid    | 3,228,359                       | 5,198       | 13,460            | 4,990,000             | 5,804,829                 |
| Paris     | 2,153,600                       | 24,672      | 63,900            | 9,928,000             | 11,089,124                |
| Roma      | 2,708,395                       | 2,105       | 5,450             | 2,867,000             | 3,457,690                 |

Liên minh châu Âu là nơi có nhiều thành phố toàn cầu hơn bất cứ khu vực nào khác trên thế giới, có tất cả 16 thành phố trên một triệu dân, trong đó lớn nhất là Berlin.
Ngoài các thành phố lớn, Liên minh châu Âu còn có những vùng với mật độ dân cư dày đặc với không chỉ một trung tâm đơn lẻ mà mở rộng kết nối với những thành phố khác, hiện nay đều được những vùng đô thị vây quanh. Vùng đông dân nhất là Rhine-Ruhr với khoảng 11,5 triệu dân (bao gồm Köln, Dortmund, Düsseldorf,...), Randstad có xấp xỉ 7 triệu dân (gồm Amsterdam, Rotterdam, The Hague, Utrecht,...), Frankfurt/Rhine-Main có khoảng 5,8 triệu dân (gồm Frankfurt, Wiesbaden,...), Flemish diamond xấp xỉ 5,5 triệu dân (gồm vùng đô thị giữa Antwerp, Brussel, Leuven và Ghent), vùng Öresund xấp xỉ 3,7 triệu dân (gồm Copenhagen, Đan Mạch và Malmö, Thụy Điển) và vùng công nghiệp Thượng Silesia có khoảng 3,5 triệu dân (gồm Katowice, Sosnowiec,...).
| Ngôn ngữ | Mẹ đẻ | Tổng cộng |
| --- | ----- | --------- |
| Anh | 1%    | 51%       |
| Đức | 18%   | 32%       |
| Pháp | 12%   | 26%       |
| Ý | 13%   | 16%       |
| Tây Ban Nha | 9%    | 15%       |
| Ba Lan | 9%    | 10%       |
| Hà Lan | 5%    | 6%        |
| Hy Lạp | 3%    | 3%        |
| Séc | 2%    | 3%        |
| Thụy Điển | 2%    | 3%        |
| Hungary | 2%    | 2%        |
| Bồ Đào Nha | 2%    | 2%        |
| Slovakia | 1%    | 2%        |
| Đan Mạch | 1%    | 1%        |
| Phần Lan | 1%    | 1%        |
| Litva | 1%    | 1%        |
| Slovenia | 1%    | 1%        |
| Estonia | <1%   | <1%       |
| Tiếng Ireland | <1%   | <1%       |
| Latvia | <1%   | <1%       |
| Malta | <1%   | <1%       |
| 1Thống kê năm 2006 trước khi Bulgaria và România gia nhập Liên minh châu Âu. Khảo sát tiến hành trong năm 2005 dựa trên số dân có độ tuổi tối thiểu là 15. Mẹ đẻ: tiếng mẹ đẻ Tổng số: số dân Liên minh châu Âu có thể giao tiếp bằng ngôn ngữ này. |       |           |

### Ngôn ngữ
Trong số rất nhiều ngôn ngữ và tiếng địa phương được sử dụng ở Liên minh châu Âu, có 24 ngôn ngữ chính thức và tiếng phổ thông: Bungary, Séc, Đan Mạch, Hà Lan, Anh, Estonia, Phần Lan, Pháp, Đức, Hy Lạp, Ý, Ailen, Latvia, Litva, Malta, Ba Lan, Bồ Đào Nha, Rumani, Slovak, Slovenia, Tây Ban Nha và tiếng Thụy Điển. Các tài liệu quan trọng, chẳng hạn như luật pháp, được dịch sang mọi ngôn ngữ chính thức. Nghị viện châu Âu cung cấp các bản dịch tài liệu văn bản và phiên toàn thể ở tất cả các ngôn ngữ. Một số tổ chức sử dụng chỉ một số ít các ngôn ngữ phổ thông nội bộ. Chính sách ngôn ngữ do các thành viên trong liên minh quản lý, nhưng các tổ chức Liên minh châu Âu luôn thúc đẩy việc học các ngôn ngữ khác.
Tiếng Đức là tiếng mẹ đẻ thông dụng nhất (khoảng 88,7 triệu người vào năm 2006), tiếp theo là tiếng Anh, tiếng Ý và tiếng Pháp. Tiếng Anh là ngoại ngữ được nói nhiều nhất và được 51% dân số Liên minh châu Âu sử dụng (bao gồm cả người bản ngữ tiếng Anh), sau đó là tiếng Đức và tiếng Pháp. 56% công dân Liên minh châu Âu có thể tham gia vào các cuộc hội thoại bằng một ngôn ngữ khác ngoài tiếng mẹ đẻ. Hầu hết các ngôn ngữ chính thức của Liên minh châu Âu thuộc ngữ hệ Ấn-Âu, ngoại trừ tiếng Estonia, tiếng Phần Lan, và tiếng Hungary thuộc ngữ hệ Ural, tiếng Malta thuộc ngữ hệ Phi-Á. Hầu hết các ngôn ngữ chính thức của Liên minh châu Âu được viết bằng hệ chữ Latinh trừ tiếng Bungari được viết bằng hệ chữ tiếng Nga và tiếng Hy Lạp được viết bằng chữ cái Hy Lạp.
Bên cạnh 23 ngôn ngữ chính thức, có khoảng 150 ngôn ngữ địa phương và dân tộc thiểu số, với số lượng người nói lên đến 50 triệu người. Trong số này, chỉ có những ngôn ngữ vùng Tây Ban Nha (như Catalan/Valencian, Galician và tiếng Basque hệ phi Ấn-Âu), tiếng Gaelic Scotland, và tiếng Wales là công dân có thể dùng trong giao tiếp với các cơ quan chính của Liên minh châu Âu. Mặc dù các chương trình của Liên minh châu Âu có thể hỗ trợ các ngôn ngữ địa phương và dân tộc thiểu số, việc bảo vệ quyền ngôn ngữ là một vấn đề đối với cá nhân các nước thành viên. Hiến chương châu Âu về ngôn ngữ thiểu số và địa phương (tiếng Anh: "European Charter for Regional or Minority Languages", viết tắt ECRML) được phê chuẩn bởi hầu hết cấc quốc gia thành viên, nêu ra những hướng dẫn chung mà các quốc gia có thể theo đó bảo vệ di sản ngôn ngữ của họ.

### Tôn giáo
Tôn giáo phổ biến nhất trong Liên minh châu Âu là Kitô giáo, mặc dù nhiều tôn giáo khác cũng được thực hành. Liên minh châu Âu chính thức thế tục, mặc dù một số quốc gia thành viên có giáo hội được nhà nước bảo trợ: Malta (Giáo hội Công giáo Rôma), Hy Lạp (Chính thống giáo phương Đông), Đan Mạch (Giáo hội Luther), và các bộ phận của Scotland (Trưởng Nhiệm), tại Đức và một số quốc gia Bắc Âu khác tôn giáo chiếm phần lớn dân số là các nhóm Kháng Cách.

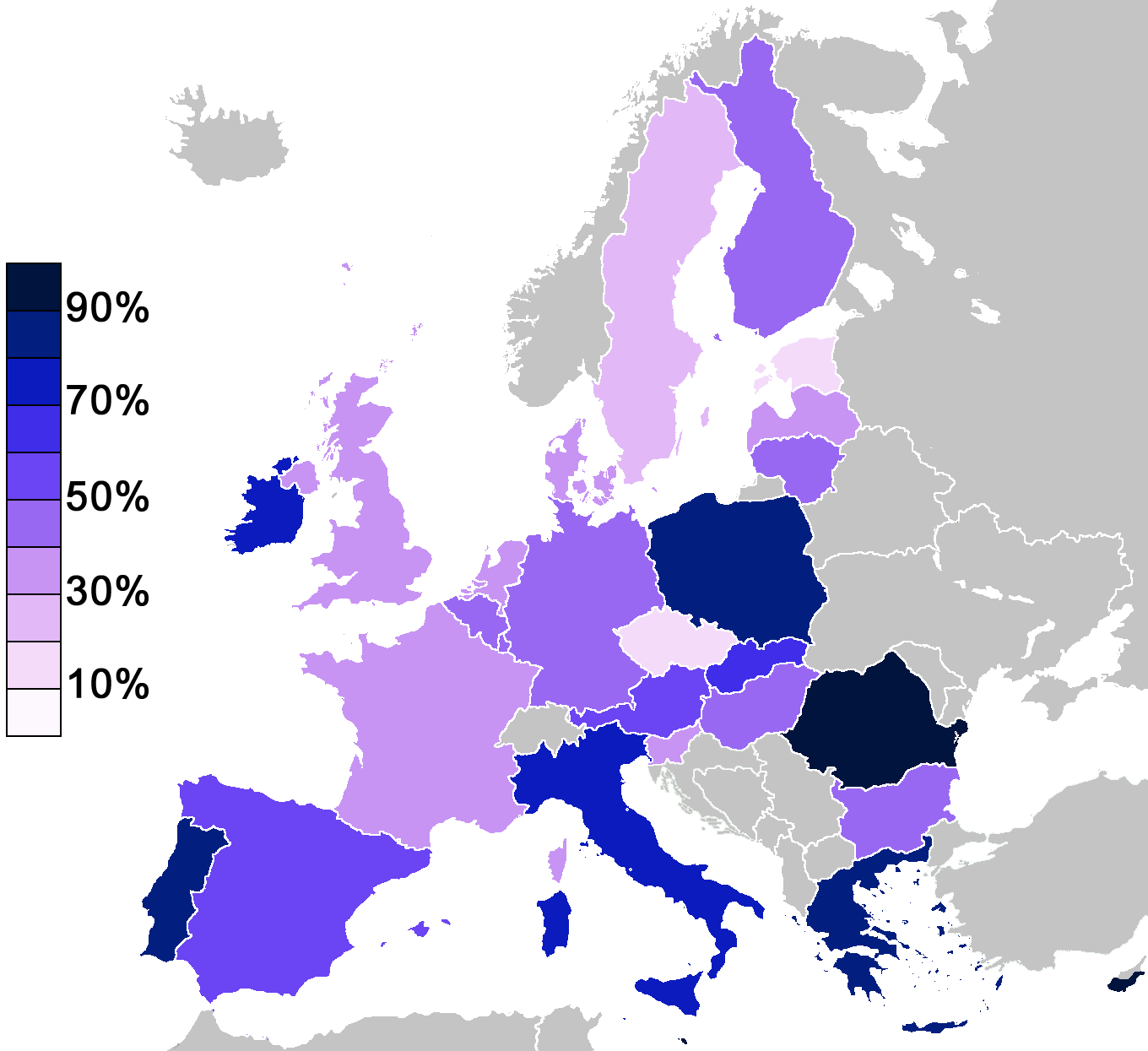
Tỷ lệ người châu Âu ở mỗi quốc gia thành viên những người tin vào "một Thiên Chúa"

Những lời mở đầu của Hiệp ước Liên minh châu Âu (tiếng Anh, "Treaty on European Union") đề cập đến "di sản văn hoá, tôn giáo và nhân văn của châu Âu" thảo luận trên các văn bản dự thảo Hiến pháp châu Âu. Sau đó, các đề xuất trong lời mở đầu Hiệp ước Lisbon đã đề cập đến Kitô giáo hay Chúa hoặc cả hai nhưng ý tưởng không nhận được sự ủng hộ của phe đối lập và đã bị bác bỏ.
Kitô hữu ở Liên minh châu Âu được phân chia giữa người theo đạo Công giáo Rôma, rất nhiều giáo phái Tin Lành (đặc biệt là ở Bắc Âu), và Chính thống giáo Đông Phương và Công giáo Đông phương (ở miền đông nam châu Âu). Các tôn giáo khác, chẳng hạn như Hồi giáo và Do Thái giáo, cũng góp mặt trong Liên minh châu Âu. Đến năm 2009, ước tính số lượng người theo Hồi giáo tại Liên minh châu Âu là 13 triệu người, còn Do Thái là hơn 1 triệu.
Eurostat của Eurobarometer thăm dò dư luận cho thấy trong năm 2005 là 52% của công dân Liên minh châu Âu tin tưởng vào thần linh, 27% trong "một số loại lực lượng tinh thần, cuộc sống", và 18% không có hình thức của niềm tin. Nhiều quốc gia đã có kinh nghiệm rơi tại nhà thờ và thành viên trong những năm gần đây. Các quốc gia nơi người dân ít nhất báo cáo một niềm tin tôn giáo đã được Estonia (16%) và Cộng hoà Séc (19%) Các quốc gia tôn giáo nhất là Malta (95%, chủ yếu là Công giáo), và Síp và România cả hai với khoảng 90% công dân tin tưởng vào Thiên Chúa (cả hai chủ yếu là Chính thống giáo Đông). Trên toàn lãnh thổ Liên minh châu Âu, tín ngưỡng tôn giáo phổ biến ở phụ nữ, tăng theo tuổi tác, những người có sự giáo dục tôn giáo, những người bỏ học ở tuổi 15 với một nền giáo dục cơ bản, và những vị cứ phải quy mô chính trị chiếm (57 %).

## Văn hóa
Kể từ Hiệp ước Maastricht, hợp tác văn hóa giữa các quốc gia thành viên là một trong những mối quan tâm hàng đầu của Liên minh châu Âu. Những hành động thiết thực của Liên minh châu Âu trong lĩnh vực này bao gồm chương trình "Văn hóa 2000" kéo dài trong 7 năm, các sự kiện trong "Tháng văn hóa châu Âu", hay chương trình hòa nhạc "Media Plus", và đặc biệt là chương trình "Thủ đô văn hóa châu Âu" –  diễn ra đều đặn hàng năm nhằm mục đích tôn vinh một thủ đô đã được lựa chọn trong số các quốc gia thành viên Liên minh châu Âu.
Thể thao cũng rất được chú ý ở Liên minh châu Âu. Chính sách của Liên minh châu Âu về tự do di chuyển và lao động đã tác động không nhỏ đến nền thể thao của các quốc gia thành viên, điển hình như luật Bosman, đạo luật ngăn cấm việc áp dụng hạn ngạch đối với các cầu thủ mang quốc tịch thuộc Liên minh châu Âu thi đấu trong các giải bóng đá của các quốc gia thành viên khác. Hiệp ước Lisbon còn đòi hỏi các quy định về kinh tế nếu được áp dụng phải tính đến tính chất đặc biệt của thể thao và phải được xây dựng trên tinh thần tự nguyện. Đây là kết quả của các cuộc vận động hành lang tại Ủy ban Olympic quốc tế và FIFA trước sự ngại về việc gia tăng khoảng cách giàu-nghèo giữa các câu lạc bộ trong Liên minh châu Âu nếu các nguyên tắc về thị trường tự do được áp dụng rộng rãi.